# Tonight is the Night
«Tonight Is The Night» (en español: «Esta Noche es la noche») es el tercer sencillo del octavo álbum de Thomas Anders, This Time.

## Sencillos
CD-Maxi Na klar! 82876 60735 2 (BMG), 03.05.2004
1. «Tonight Is The Night» (Single Edit) - 3:40
2. «Tonight Is The Night» (Álbum Versión) - 3:43
3. «Tonight Is The Night» (Versión extendida) - 4:48
4. «Never Been Loved Before» - 3:50
5. «The First Cry» - 4:40

## Posición en las listas
El sencillo permaneció 3 semanas en el chart alemán desde el 17 de mayo de 2004 al 6 de junio de 2004. Alcanzó el N.º60 como máxima posición.
| Listas (2004) | Máxima posición |
| ------------- | --------------- |
| Alemania      | 60              |
| Rusia         | 66              |

## Créditos
- Productor: Martin Warnke, Ralph Suda
- Letra: Martin Warnke y Ralph Suda
- Música: Martin Warnke y Ralph Suda
- Guitarra: Reinhard Besser
- Teclados: Peter Ries
- Programación: Peter Ries
- Coros: Franco Leon y George Liszt
- Fotos: Guido Karp
- Voz:  Melanie  Janene Thornton  ( Le Click  -  Orange Blue  - La Bouche  )